# Sanna badplats
Sanna badplats är en kommunal badplats i Vättersnäs vid Vättern i Jönköpings kommun. Den ligger omedelbart öster om naturreservatet Rosenlunds bankar. Badplatsen har gräsmattor, sandstrand och livräddningsutrustning, men endast ett fåtal parkeringsplatser.
Skrämmabäckens ravin går i nordostlig riktning mellan Rosenlunds bankar och Vättersnäs. Den genomflyts av Skrämmabäcken, som mynnar ut i Vättern omedelbart väster om Sanna badplats.
Sannabadet ligger i en vik och har därför varmare vatten är vad andra badplatser i Vättern har.